# Auge (hija de Aleo)

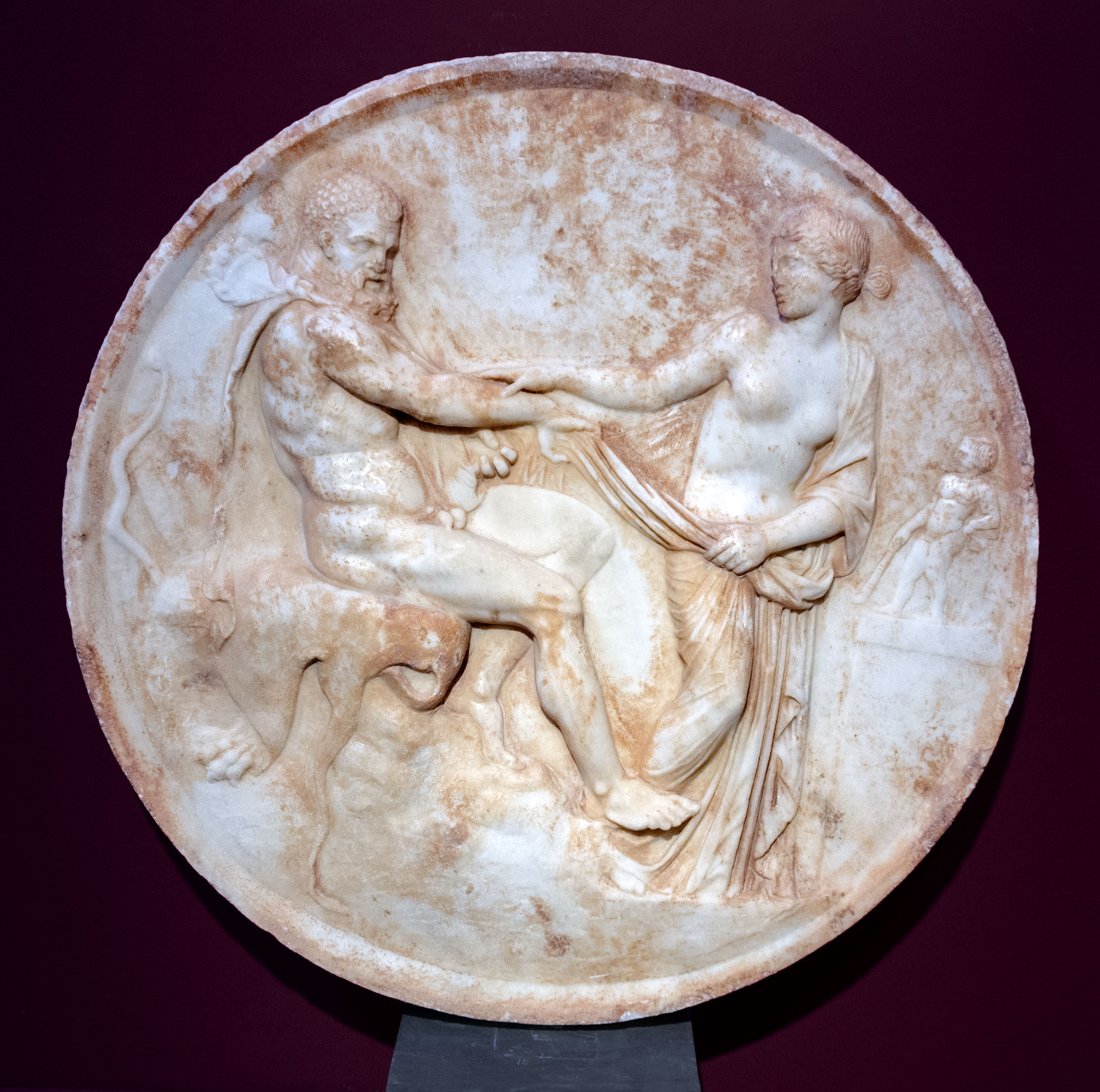
Heracles y Auge representados en relieve en un tondo de mármol hallado en la villa de Herodes Ático (s. II a. C.)

En la mitología griega Auge (Αὔγη / Aúgē) era una hija de Áleo, rey de Tegea, y una sacerdotisa virgen de la Atenea Alea. Heracles la hizo madre del héroe Télefo. La madre de Auge era Neera, hija de Pereo.

## En laBiblioteca

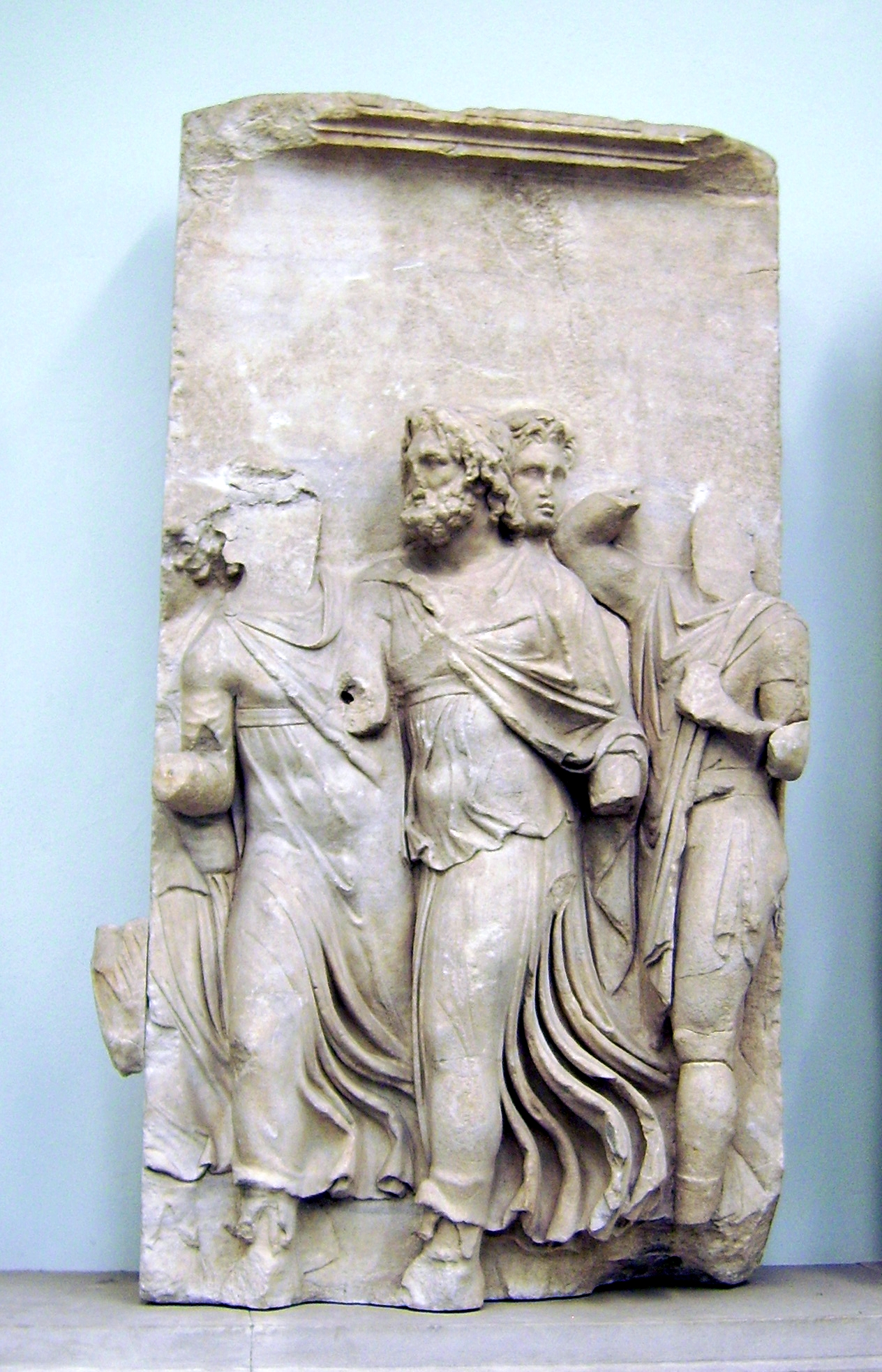
Altar de Pérgamo. Representa al rey Teutrante y a Auge.

A su paso por Tegea, Heracles sedujo a Auge sin saber que era hija de Áleo. Ella dio a luz en secreto un niño y lo ocultó a la criatura en el recinto sagrado de Atenea, de quien era sacerdotisa. Entonces la tierra tegea se volvió estéril y un oráculo había revelado que había algo impío en el recinto de Atenea. Áleo se dirigió al templo y tras indagar descubrió la maternidad de su hija. Como castigo a Auge por romper el juramento de virginidad, se la entregó a Nauplio en calidad de esclava para que le diera muerte. Este a su vez la entregó a Teutrante, príncipe de los misios, que la tomó por esposa. El niño, por la providencia de los dioses, se salvó. Dicen que una cierva recién parida lo amamantó y unos pastores lo recogieron y lo llamaron Télefo. Criado por estos pastores de Corinto, Télefo acudió a Delfos para indagar acerca de sus padres y, obtenida la respuesta del dios, marchó a Misia y llegó a ser hijo adoptivo de Teutrante; al morir éste, lo sucedió en el trono.

## En lasFábulas
Higino, autor latino, da su versión, que es la que sigue: 
Dice que Auge fue forzada por Hércules, y a su debido momento dio a luz a un niño en el monte Partenio, donde lo expuso. A su vez, Atalanta, hija de Yaso, expuso al hijo que había concebido de Meleagro. Una cierva, no obstante, amamantó al hijo de Hércules. Los pastores encontraron a los niños y los tomaron con ellos para cuidarlos, y así dieron el nombre de Télefo («ubre de cierva») al hijo de Hércules porque lo había amamantado una cierva, y al niño de Atalanta lo llamaron Partenopeo, ya que la madre lo había expuesto en el monte Partenio, pretendiendo así ser «virgen». Auge, de todas maneras, temiendo a su padre, huyó a Misia, donde el rey Teutrante la tomó como su propia hija porque no tenía descendencia.
Más tarde Higino, basándose en una tragedia perdida de Sófocles, Los enviados, da otra versión más trágica. Dice que Teutrante prometió que daría su reino y a su hija Auge en matrimonio a quien fuera capaz de proteger su país de sus enemigos. Télefo no ignoró la proposición del rey, y con la ayuda de Partenopeo dominó a Idas en una batalla. El rey cumplió su promesa, y le dio tanto su reino como su hija Auge, ignorando sus parentescos. Ésta, que había jurado que ningún mortal mancillaría su cuerpo, intentó matar a Télefo, sin darse cuenta de que era su hijo. así cuando estaban entrando en la cámara nupcial, Auge desenvainó una espada para matar a Télefo. Entonces, se dice que por la voluntad de los dioses, una serpiente de tamaño enorme se interpuso entre ellos dos, y bajo semejante portento Auge soltó la espada y reveló sus intenciones a Télefo. Cuando éste se percató, sin saber que era su madre, estuvo al punto de matarla, pero ella rogó ayuda a Hércules, su raptor, y por esto Télefo fue capaz de reconocer a su madre; la llevó de vuelta a su país.

## En elCatálogo de mujeres
En los textos hesiódicos la narración de Auge concluye la descendencia arcadia en un amplio excursus del que solo se ha conservado una parte. Esta desciende de Árcade, rey epónimo de Arcadia, y su sucesión mítica se sucede así: Zeus - Árcade - Afidante - Áleo - Auge - Télefo. El fragmento restaurado del papiro de Oxirrinco 1359, dice: «este (Teutrante) se echó a temblar y sudaba tras oír el discurso de los inmortales que entonces, frente a frente, a la luz se le aparecieron. Aceptó a la muchacha (Auge) y bien la cuidó y crio en el palacio, y la honraba igual que a sus hijas. Ésta dio a luz a Télefo Arcásida, rey de los misios, tras mezclarse en amor con la fuerza de Heracles cuando iba tras los caballos del ilustre Laomedonte que, excelentes, habían crecido en la tierra de Asia».